# Kenza Fortas
Kenza Fortas (* 26. ledna 2001 Bagnols-sur-Cèze, Gard) je francouzská herečka. Za ztvárnění titulní role ve filmu Šeherezáda byla oceněna cenou César pro nejslibnější herečku.

## Životopis
Narodila se v Bagnols-sur-Cèze ve francouzském departmentu Gard a vyrůstala v Marseille v Belle de Mai, jedné ze sociálně znevýhodněných městských čtvrtí. Vychovávala ji pouze matka, která byla nezaměstnaná. Žily spolu ve velice chudých podmínkách. V šestnácti letech přestala chodit do školy.
Když přemýšlela o tom, že se pokusí složit státní zkoušku CAP (srovnatelnou s odbornou maturitní zkouškou), poslala ji matka na casting k filmu Šeherezáda a tam ji objevil režisér Jean-Bernard Marlin. V roce 2018 za roli získala cenu César pro nejslibnější herečku.

## Filmografie
| Rok  | Název filmu        | Režie               | Role       |
| ---- | ------------------ | ------------------- | ---------- |
| 2018 | Šeherezáda         | Jean-Bernard Marlin | Šeherezáda |
| 2020 | Severní Marseilles | Cédric Jimenez      | Amel       |
| 2020 | Voir le jour       | Marion Laine        | Jennifer   |

## Ocenění a nominace

### Ocenění
- 2019: César pro nejslibnější herečku, za roli ve filmu Šeherezáda

### Nominace
- 2019: Prix Lumières: nejslibnější herečka, za roli ve filmu Šeherezáda